# Amphidrina melanosema
Amphidrina melanosema är en fjärilsart som beskrevs av George Francis Hampson 1914. Amphidrina melanosema ingår i släktet Amphidrina och familjen nattflyn. Inga underarter finns listade i Catalogue of Life.